# Wydawnictwo Jedność
Wydawnictwo Jedność – polskie wydawnictwo katolickie powstałe z założonej w 1918 roku Drukarni Diecezjalnej „Jedność” w Kielcach. Publikuje książki z zakresu teologii, biblistyki, duchowości, filozofii, historii, bioetyki i hagiografii. Wydawnictwo zajmuje się także wydawaniem podręczników szkolnych, przewodników metodycznych i pomocy dydaktycznych (także dla dzieci o specjalnych potrzebach edukacyjnych). W 2003 roku wydawnictwo podpisało umowę i stało się partnerem niemieckiego Wydawnictwa Herder.
Przy wydawnictwie istnieje Drukarnia im. Adama Półtawskiego.

## Nagrody i wyróżnienia
Wydawnictwo jest laureatem wielu nagród, między innymi: 
- Feniks 2014, 2016, wyróżnienie w plebiscycie Książka Roku 2014[3],
- medal „Benemerenti in Opere Evangelizationis”, czyli „Zasłużony w dziele ewangelizacji” 2023[4],
- nagroda Stowarzyszenia Wydawców Katolickich – Feniks 2023[5].